# Josh Segarra
Pour les articles homonymes, voir Segarra (homonymie).
Joshua « Josh » Segarra  (né le 3 juin 1986) est un acteur américain. Il est notamment connu pour avoir joué le rôle de Justin Voight dans la série Chicago P.D. et pour le rôle d'Adrian Chase dans Arrow.

## Biographie
Né à Orlando en Floride, Josh est le fils de Damaris Segarra et Enrique Segarra. Il est issu d’une famille originaire de Porto-Rico.
En 2008, il est diplômé de l'Université Tisch School of the Arts à New York.

### Vie privée
Il est marié depuis le 17 octobre 2014, avec sa petite amie de longue date Brace Rice.
Le 5 octobre 2016, il annonce sur instagram la naissance de son premier enfant, Gus Maine Segarra né le 30 septembre 2016. En 2019, il accueille un deuxième enfant, Hank Segarra. En 2023, le couple accueille son 3ème fils, Bo Segarra.

## Filmographie

### Cinéma

#### Longs métrages
- 2008 : The Last Shot (The Narrows) de François Velle : Un gangster
- 2009 : Les Anges noirs (The Ministers) de Franc Reyes : Luis
- 2009 : Blood Night : The Legend of Mary Hatchet de Frank Sabatella : Tyler
- 2011 : The Music Never Stopped de Jim Kohlberg : Mark Ferris
- 2014 : Are You Joking? de Jake Wilson : Asshole
- 2015 : Crazy Amy (Trainwreck) de Judd Apatow : Oli
- 2018 : Overboard de Rob Greenberg : Jason
- 2020 : C'est Noël chez nous (Christmas on the Square) de Debbie Allen : Pasteur Christian Hathaway
- 2020 : First One In de Gina O'Brien : Fernando
- 2023 : Scream 6 (Scream VI) de Matt Bettinelli-Olpin et Tyler Gillett : Danny Brackett

#### Courts métrages
- 2010 : Suicide de Slane Ramon : Mort
- 2012 : The Devil's Bitch de Jake Honig : Trip
- 2018 : Anything Boys Can Do de Bonnie McFarlane : Moby
- 2019 : Fault d'Eric Ian Goldberg : Gary

### Télévision

#### Séries télévisées
- 2009 - 2011 : The Electric Company : Hector Ruiz
- 2011 : Homeland : Josh
- 2013 : Following (The Following) : Hank Flynn
- 2014 : Blue Bloods : Mike Rose
- 2014 - 2015 : Sirens : Billy Cepeda
- 2014 - 2016 : Chicago P.D. : Justin Voight
- 2016 - 2019 : Arrow : Adrian Chase / Simon Morrison / Prometheus
- 2018 - 2019 : Orange Is the New Black : D. Stefanovic
- 2019 - 2021 : The Moodys: Marco
- 2019 - 2023 : The Other Two : Lance Arroyo
- 2020 : AJ and the Queen : Hector Ramirez / Damian Sanchez
- 2020 : Katy Keene : Mateo Lopez
- 2020 - 2021 : FBI : Agent spécial Nestor Vertiz
- 2022 : She-Hulk : Augustus "Pug" Pugliese
- 2023 : The Big Door Prize : Giorgio
- 2024 : Abbott Elementary : Manny (2 épisodes)

#### Téléfilms
- 2005 : Bats, l'invasion des chauves-souris (Vampire Bats) d'Eric Bross : Miles
- 2012 : Bronx Warrants : Morales
- 2016 : A Bronx Life : Frankie

### Jeux vidéo
- 2010 : Red Dead Redemption : Abraham Reyes
- 2010 : Red Dead Redemption: Undead Nightmare : Abraham Reyes

## Théâtre
- 2009 : The Boys Upstairs : Eric au The SoHo Playhouse
- 2009 : Fat Camp : Brent au Acorn Theater
- 2010 : Pool Boy : Jack au Barrington Stage Company Stage II
- 2011 : The Cook's Tour au Urban Stage Theater
- 2011 : Lysistrata Jones : Mick au The Gym at Judson
- 2011-2012 : Lysistrata Jones : Mick au Walter Kerr Theatre
- 2012 : Dogfight : Boland au Tony Kiser Theatre
- 2013 : Le Tour du monde en quatre-vingts jours : Phileas Fogg au YOW! Theater
- 2015 : On Your Feet! : Emilio Estefan au Marquis Theatre

## Distinctions
| Année | Cérémonie                            | Catégorie                        | Série/Film | Résultats  |
| ----- | ------------------------------------ | -------------------------------- | ---------- | ---------- |
| 2017  | 19e cérémonie des Teen Choice Awards | Meilleur méchant à la télévision | Arrow      | Nomination |